# 99942 Апофис
99942 Апофис (известен и с временното си означение 2004 MN4) е астероид, чиято орбита преминава близо до Земята. Откриването му през 2004 година предизвиква кратки тревоги, тъй като според първоначалните наблюдения съществува сравнително голяма вероятност астероидът да порази Земята през 2029 година. Допълнителни наблюдения подобряват прогнозите, изключвайки сблъсък със Земята или Луната на 13 април 2029 г. (петък). Остава обаче възможност за сблъсък при близкото преминаване през 2036 г.. Шансовете за това се изчисляват на 1 към 233 000. В случай че се стигне до сблъсък, относително малкият размер на Апофис (между 250 и 350 метра) би довел до локална, а не глобална катастрофа.
Астероидът е открит от 	Рой Тъкър, Дейвид Толен и Фабрицио Бернарди на 19 юни 2004 година и е наречен на египетското божество Апофис.

## Нико Маркард
През април 2008 година първо германските, а след това и световните медии разпространяват историята на Нико Маркард, 13-годишен ученик от Германия, който твърди, че е открил грешка в изчисленията на НАСА и че вероятността Апофис да улучи Земята е 1 към 450 (100 пъти по-голяма от оценката на НАСА), заради вероятността от сблъсък с изкуствен спътник на Земята при преминаването на астероида покрай нея. Първите съобщения в медиите твърдят, че изчисленията му са потвърдени от Европейската космическа агенция (ЕКА) и НАСА, но в официално съобщение НАСА отрича да е установявала контакт с Маркард.
В същото съобщение се потвърждава вече обявената по онова време официална оценка на риска от 1 към 45 000 и се изтъква, че поради ъгъла на орбитата на Апофис астероидът няма да премине през пръстена от изкуствени спътници на екваториална геостационарна орбита и следователно няма опасност от подобен сблъсък. Дори и спътник да удари астероида, това няма да се отрази на орбитата на астероида поради голямата разлика в масите им. Китайски учени предложиха астероидът Апофис да бъде отклонен, така че да премине на безопасно разстояние от Земята, като се използва космически апарат със слънчево платно.

### Оценка на риска
Тези източници се обновяват с постъпването на нови данни за орбитата:
- 99942 Apophis Earth Impact Risk Summary Архив на оригинала от 2013-05-12 в Wayback Machine. (страница на NASA JPL, на английски език)
- Страница за астероида на страницата NEODys (Near Earth Objects – Dynamic Site), на английски език

### Покритие в медиите
- Reuters – U.N. urged to take action on asteroid threat[неработеща препратка] (18 февруари 2007 г.)
- Актуално.ком – „Апофис“ няма да застраши Земята през 2029 г. Архив на оригинала от 2007-09-27 в Wayback Machine. (1 март 2007 г.)
- NoTrial.Info – Ще бъдем ли ударени от астероид през 2036 г.? (24 септември 2007 г.)
- Апофис минава опасно близо до Земята (9 януари 2013 г.)